# Rhudara astrida
Rhudara astrida är en fjärilsart som beskrevs av William Schaus 1937. Rhudara astrida ingår i släktet Rhudara och familjen tandspinnare. Inga underarter finns listade.